# George Frederic
George Frederic, né George Frederic Augustus, le 3 février 1757 à Bluefields, où il est mort le 9 mars 1824[réf. nécessaire], est un membre de la famille royale des Clarence, et le septième roi de la côte des Mosquitos, également appelé Royaume de la Mosquitia, du 14 novembre 1815 au 28 septembre 1821, puis à nouveau du 1er novembre 1823 à sa mort.

## Biographie

### Jeunesse et exil
George Frederic Augustus de Clarence est né à Bluefields en 1757. Fils unique du roi George II Frederic, il est le descendant des souverains de la famille Clarence, provenant de la province de Mosquitie, en Nouvelle-Espagne, mais avec une forte influence britannique. Il est très jeune lorsque son père est assassiné en Mosquitie. Pro-britannique, ce dernier était partisan d'un protectorat de l'Angleterre sur son royaume. Stephen de Clarence, le frère du défunt, étant pro-espagnol et désormais auto-proclamé régent du royaume, s'engagea à soutenir le maintien du royaume sous la protection de la vice-royauté. Des tensions naissent alors entre pro-britanniques et pro-espagnols, et certains s'en prennent à la famille royale.
Le général Robinson, militaire pro-britannique, prend le contrôle de la milice locale, et partagea le pouvoir avec le régent, chassant le reste de la famille royale dont l'héritier, George-Frederic. 
La famille s'exile alors en Jamaïque, où le jeune George Frederic s'est réfugié depuis la mort de son père en 1800. À l'âge adulte, désormais nouveau chef de la famille royale, George Frederic entretient des liens assez étroits avec les autorités britanniques à Belize, s'engageant ainsi pour la reconnaissance du territoire des Mosquitos. 
Un capitaine de marine nommé Peter Sheppard, qui passait régulièrement entre la Jamaïque et la côte des Mosquitos entre 1814 et 1839, a témoigné qu'il avait amené certains responsables de la région des mosquitos à rendre visite au jeune prince.  

### Roi de la Mosquitia
Après plusieurs années d'exil, George s'installe en Mosquitie, après un accord avec son oncle, l’équilibre étant de nouveau maintenu entre pro-britanniques et pro-espagnols.
En 1815, régent Stephen reconnaît son neveu, George Frederic, comme le souverain légitime de la Mosquitia, et le proclame officiellement roi sous le nom de George III, le 14 novembre. Il est couronné le 18 janvier 1816, par le révérend John Armstrong, dans l'Église Saint-Jean-Baptiste de Belize. 
Au pouvoir, il signe une alliance avec les Britanniques et le Honduras britannique. La côte des Mosquitos ou royaume de la Mosquitia, refait de Bluefields la capitale royale.

Mais en 1821, après la guerre d'indépendance mexicaine, la région est intégrée au Mexique. Malgré la résistance des mosquitos, le royaume est annexé à l'Empire mexicain. Ce n'est qu'à la chute de Agustín de Iturbide, en 1823, que le royaume retrouve son indépendance vis-à-vis de la République fédérale mexicaine, avec l'aide et le soutien des britanniques, et restaure George III sur le trône.

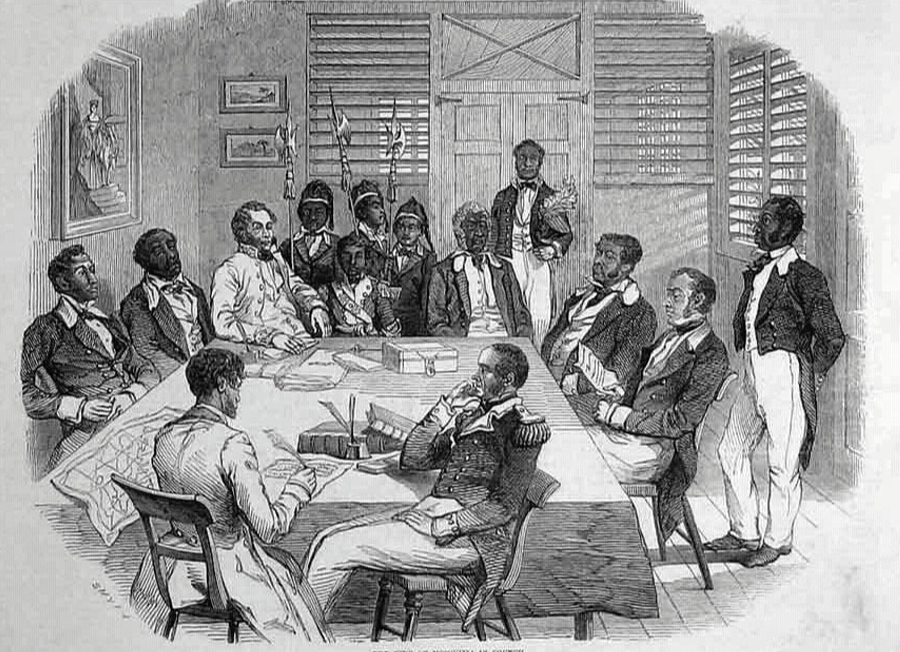
Signature de l'acte d'indépendance de la Mosquitia en 1823, entre les diplomates mexicains et les représentants de George III.

Durant son second règne, George Frederic, en raison de son séjour prolongé en exil et de son absence durant l'annexion mexicaine, a eu du mal à rétablir son autorité à son retour. Lors de l'indépendance, certains hauts chefs locaux, comme le général Robinson et le gouverneur Clementi, étaient en faveur d'une régence partagée. 
Mais les autorités britanniques à Belize insistèrent sur leur volonté de voir perdurer la monarchie des Clarence dans la province. Plusieurs chefs locaux se tournèrent donc vers George Frederic. 

### Fin de règne
Restauré, le roi octroi plusieurs subventions à divers groupes étrangers. L'un des plus remarquables fut la concession d'une énorme étendue de terres qu'il fit à Gregor MacGregor en 1820, une zone appelée Poyais, qui englobait des terres autrefois attribuées à des pro-espagnols. MacGregor a ensuite créé un stratagème colonial frauduleux pour y amener les colons européens; quand les colons sont arrivés, le roi a révoqué la concession et leur a demandé de lui rendre directement allégeance. Par la suite, il a accepté de permettre aux Black Caribs, ou Garifunas, insatisfaits de leur vie parmi les Espagnols à Trujillo, de s’installer sur ses terres.
Le roi meurt le 9 mars 1824 à Bluefields, à l'âge de 67 ans, après un règne d'environ huit ans.

### Descendance
Après avoir entretenu plusieurs relations, George Frederic légitime quatre de ses enfants naturels dont la mère est inconnue : 
- Robert Charles Frederic (1778-1841), prince héritier et futur roi après le décès de son père (postérité) ;
- George Frederic (1780-1838), prince (sans postérité) ;
- George William (1781-1857), prince (postérité) ;
- Albert Hendy (1786-1869), prince (postérité).